# Mini e Mero
Mini e Mero va ser un duo de cantautors gallecs originaris de la comarca de la Terra Chá, província de Lugo. El conformaven Xosé Luis Rivas Cruz (Mini) i Baldomero Iglesias Dobarrio (Mero), músics, poetes, mestres i investigadors del folklore i la cultura tradicional gallega. Eren també membres històrics de Fuxan os Ventos i components de A Quenlla.

## Trajectòria
A part de la seva producció discogràfica amb els grups citats, havien participat també junts o per separat en d'altres discs de música gallega, com el Quiquiriqui, produït el 2006 per l'Asociación de Gaiteros Galegos, i en obres teatrals com Pan, catro propostas arredor da malla.
Cal destacar la seva tasca en la recopilació de contes, llegendes, refranys, dites populars o poemes, principalment de la seva Terra Chá natal i de les zones on exercien la seva feina com a mestres: Mesía (Mero) i Boimorto (Mini).
L'arxiu sonor fruit d'aquest treball va ser cedit al Museo do Pobo Galego per a la seva digitalització i incorporació a l'Arquivo do Patrimonio Oral da Identidade (APOI), disponible a la web del museu. En el camp educatiu són autors de diversos llibres de text de ciències socials, naturals i gallec per a l'ensanyemnt infantil i de primària.
L'abril de 2009 se'ls va concedir per unanimitat el Pedrón de Ouro com a reconeixement a la seva trajectòria de quaranta anys d'investigació musical, guardó que van rebre el 24 de maig de 2009.
El novembre de 2018 van posar fi a la trajectòria del grup per desavinences personals.

## Obres

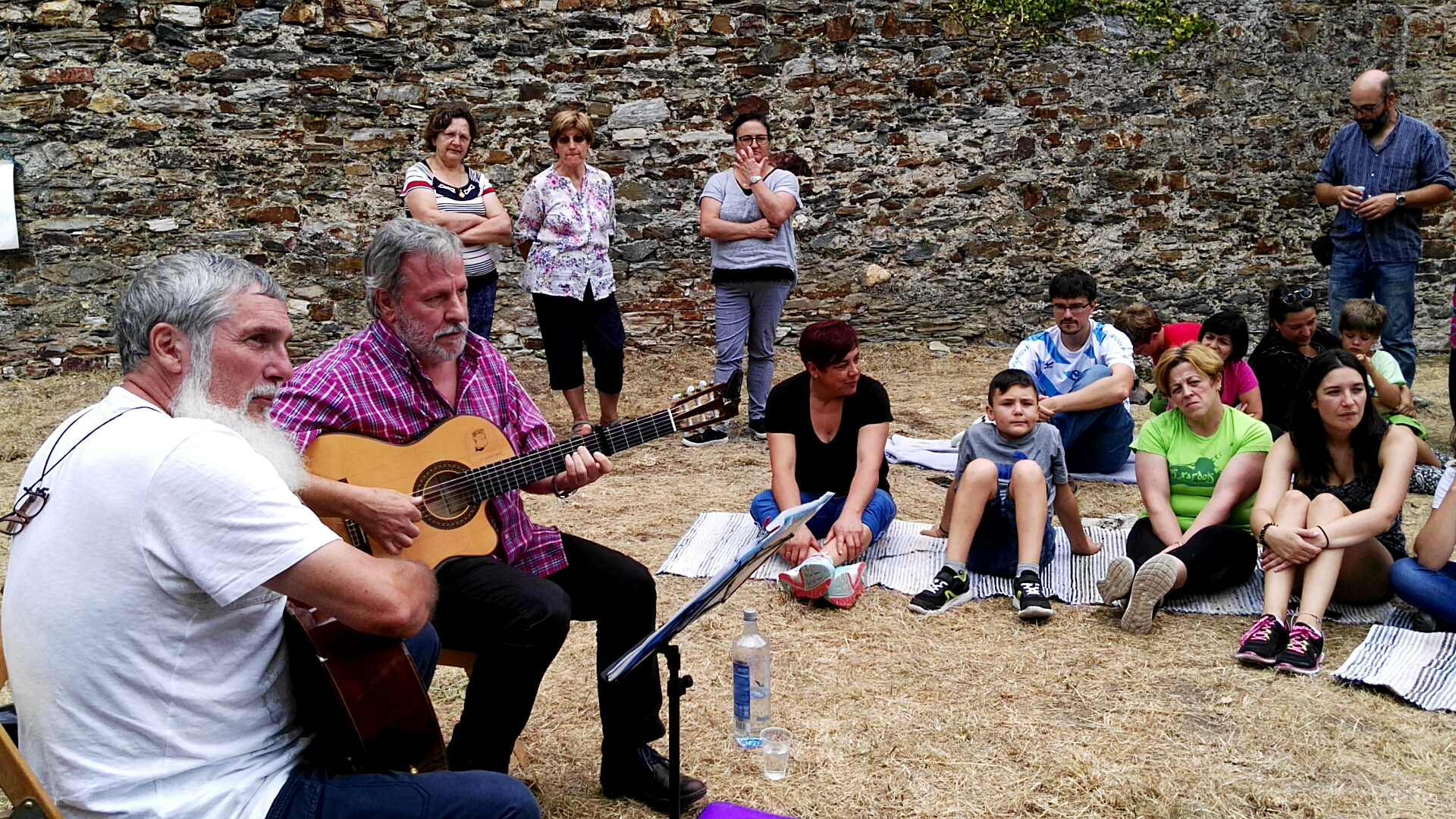
Mini e Mero en un concert al castell de Doiras el 2017

### Llibres conjunts
- Contos de vellos para nenos. Citania de publicacións, 1995. ISBN 9788482310022
- Somos lenda viva. Citania de publicacións, 1996. ISBN 9788482310145

### Discografia conjunta
- Nadal en galego (1999)
- Cantos, coplas e romances de cego (1998)[6]

## Reconeixements
- VII Edició dels Premis San Martiño de nomalización lingüística (1997), a l'Ajuntament de A Estrada.
- Pedrón de Ouro (2009)[7]
- X Edició del Premi Ramón Piñeiro; Facer País (2011)[8]